# Алија Осмић
Алија Осмић (Бугојно, 24. септембар 1967) је бивши припадник Војне полиције 307. моторизоване бригаде Армије Републике БиХ који је осуђен за учешће у злочинима почињеним над Хрватима у Бугојну у периоду од 18. јула 1993. до 19. марта 1994. године.
Осмић је због оптужби за злочин ухапшен у септембру 2009. Осуђен је 4. марта 2011. на 11 година затвора због доказаности да је „индивидуално починио убиство и наносио велике патње и тјелесне повреде затвореницима“.